# Norwegia na Letnich Igrzyskach Olimpijskich 1960
Norwegię na Letnich Igrzyskach Olimpijskich 1960 reprezentowało 40 zawodników (39 mężczyzn i 1 kobieta). Był to 11. start reprezentacji Norwegii na letnich igrzyskach olimpijskich.

## Zdobyte medale
| Medal | Zawodnik                   | Dyscyplina | Konkurencja             | Rezultat  |
| ----- | -------------------------- | ---------- | ----------------------- | --------- |
| Złoto | Bjørn Bergvall Peder Lunde | Żeglarstwo | Klasa Latający Holender | 6774 pkt. |